# Proyecto Mohole

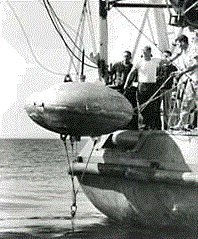
Foto del proyecto llevándose a cabo.

El Proyecto  Mohole (del inglés: Project Mohole) fue un ambicioso intento científico de perforar la corteza terrestre hasta alcanzar la discontinuidad de Mohorovicic, y proporcionar un complemento de alto perfil a las ciencias de la Tierra similar al de la carrera espacial. El programa, iniciado a mediados de la década de 1950, fue cancelado en 1966 por su alto costo. El proyecto fue inicialmente encabezado por la American Miscellaneous Society (AMSOC) con fondos de la Fundación Nacional de Ciencias. 

## Proyecto Mohole

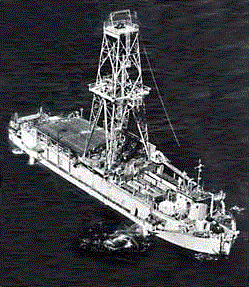
Vista del barco perforador CUSS I

En 1957, el geofísico oceanográfico Walter y el geólogo Hess sugirieron la idea del Proyecto Mohole: taladrar en la discontinuidad del Mohorovicic y obtener una muestra del manto terrestre. Si bien este proyecto no era viable en tierra, la perforación en mar abierto sería más factible, ya que el manto está mucho más cerca del fondo marino. Inicialmente dirigido por un grupo informal de científicos conocidos como la American Miscellaneous Society (AMSOC, en el que estaban Hess, Maurice Ewing y Roger Revelle), el control del proyecto fue asumido finalmente por la National Science Foundation (NSF).
La Fase Uno (Phase One) fue ejecutada en la primavera de 1961. Las perforaciones de prueba iniciales en el fondo del mar fueron dirigidas por Willard Bascom frente a la costa de la isla Guadalupe, México, en marzo y abril de 1961. Se perforaron cinco pozos, alcanzando el más profundo 183 m bajo el fondo del mar, situado a 3600 m profundidad bajo el agua. Esta perforación no tenía precedentes, no por la profundidad del pozo sino debido a la profundidad del océano y a que fue perforado desde una plataforma sin ataduras. Además, la muestra del núcleo demostró ser valiosa, siendo la primera vez que se penetraba a través de sedimentos datados del Mioceno revelando que por debajo de los 13 m existía un nivel de basaltos.
El Proyecto Mohole contrató con Global Marine of Los Angeles el uso de su buque de perforación petrolífero CUSS I, desarrollado originalmente en 1956 como un banco de pruebas tecnológico para la naciente industria petrolera aguas afuera por un consorcio de compañías petroleras: Continental, Union, Superior y Shell, CUSS. El CUSS I fue uno de los primeros barcos del mundo capaz de perforar en profundidades de agua de hasta 3600 m, mientras mantenía la posición en un radio de 180 m. El Proyecto Mohole amplió su radio de acción con la invención de lo que hoy se conoce como posicionamiento dinámico.
La Fase Uno demostró que se disponía tanto de la tecnología como de la experiencia para perforar el manto terrestre. Fue pensada como la fase experimental del proyecto, y tuvo éxito en la perforación a una profundidad de 601 m bajo el fondo del mar.
El proyecto se volvió cada vez más caro y mal administrado después de que la compañía Brown y Root ganase el contrato para continuar con el proyecto. Nunca se llevó a cabo una perforación más profunda: hubo un intento de cambio de control operativo a cargo de la NSF, que fue poco satisfactorio, la AMSOC se disolvió y la segunda fase del proyecto fue abandonada cuando finalmente el Congreso suspendió el proyecto en su totalidad, oponiéndose a los costos cada vez mayores en 1966.
Si bien el Proyecto Mohole no tuvo éxito, su idea dio lugar a posteriores proyectos de la NSF como el Deep Sea Drilling Program (Programa de Perforación Marina Profunda).
Como curiosidad en el videojuego Kerbal Space Program, el planeta Moho tiene un enorme sumidero de 4.6 km de profundidad en su polo norte llamado por la comunidad (no oficialmente) Mohole en referencia al proyecto y también como un juego de palabras (Moho-Hole [agujero).